# Begonia bowerae
Begonia bowerae е вид цъфтящо растение от семейство Бегониеви, родом от мексиканските щати Оахака и Чиапас. От вида са налични редица сортове популярни стайни растения.

## Галерия
- Сорт Bethlehem Star
- Сорт Rubra, показващ „мигли“
- Сорт Nigra Magra
- Див сорт в ботаническата градина Дрезден
- Цветове на сорт roseflora
- По-младите листа са по-червени